# The Mothers of Invention

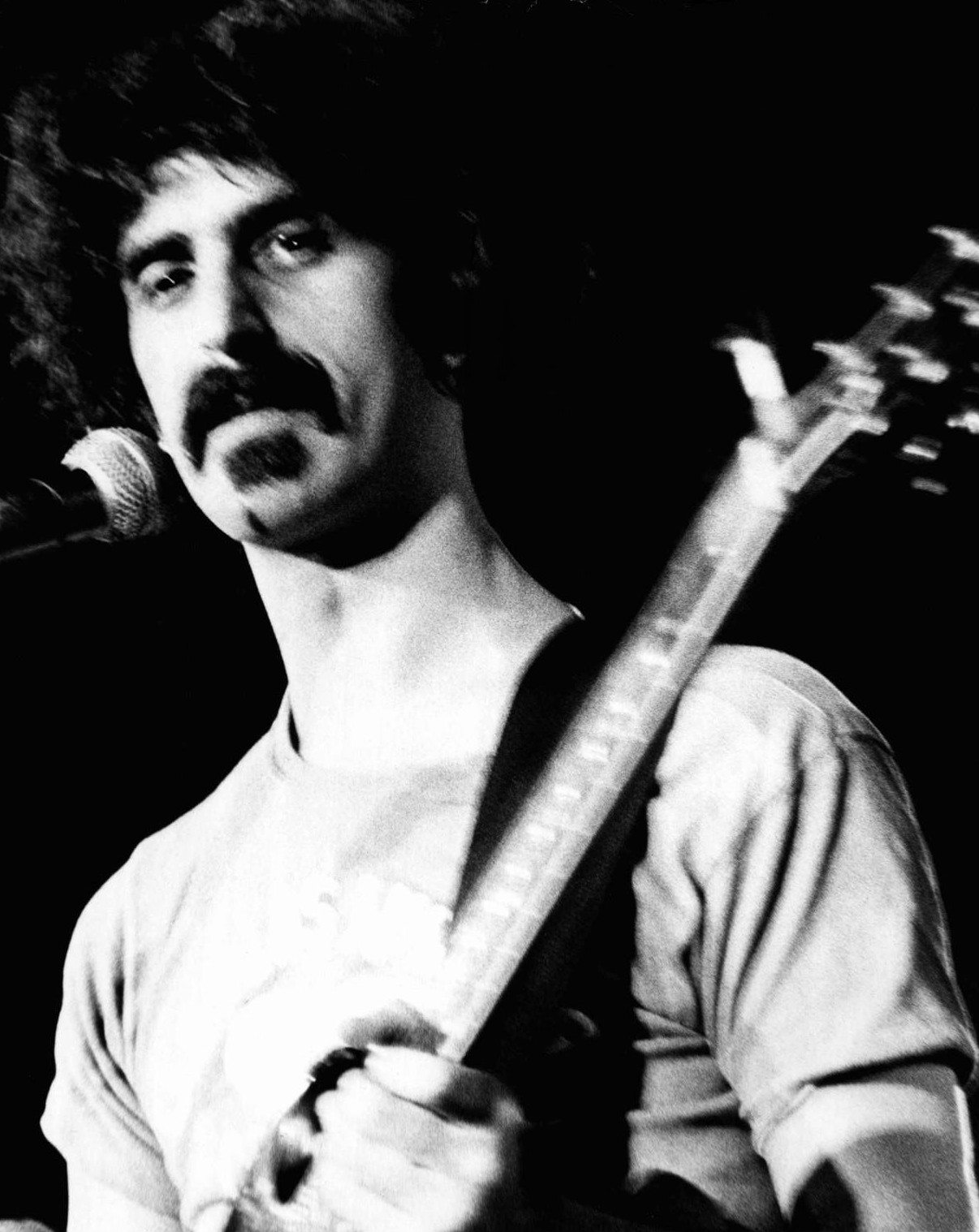
Frank Zappa- lider i autor tekstów The Mothers Of Invention

The Mothers of Invention – amerykański zespół rockowy, założony w 1964 roku, którego liderem, głównym kompozytorem i autorem tekstów był Frank Zappa.

## Skład zespołu
Skład grupy wielokrotnie się zmieniał, a jedynym stałym członkiem był Frank Zappa, mawiał on: Nie ma mowy, żebyś dostał się do Led Zeppelin. Za to drzwi do mojego zespołu zawsze są otwarte. Przyjmował do swej grupy wielu muzyków (wraz z Frankiem Zappą), m.in.:
- Frank Zappa (gitara elektryczna, wokal, instrumenty perkusyjne)(1964–1993)
- Roy Estrada (gitara basowa, wokal)(1964–1969,1975–1976)
- Jimmy Carl Black (perkusja)(1964–1969)
- Ray Collins (wokal, instrumenty perkusyjne)(1964–1968,1970)
- Don Preston (instrumenty klawiszowe)(1966–1974)
- James Sherwood (saksofon, tamburyn)(1966–1967,1969–1970)
- Jim Fielder (gitara rytmiczna, fortepian)(1966–1967)
- Bunk Gardner (instrumenty drewniane dęte)(1966–1969)
- Buzz Guarnera (trąbka, skrzydłówka)(1968–1969)
- Ian Underwood (flet, gitara rytmiczna, instrumenty drewniane dęte, saksofon, klarnet, syntezatory)(1967–1969,1970–1971,1973)
- George Duke (syntezator organowy, syntezator)(1970,1973–1975)
- Ruth Underwood (marimba, instrumenty perkusyjne, wibrafon)(1967,1973–1975)
- Jean-Luc Ponty (skrzypce)(1973)
- Novi Novog (wiolonczela)(1975)

## Dyskografia

### Albumy studyjne
- Freak Out! (1966)[2] (przez niektórych uważany za pierwszy album koncepcyjny w historii) (wydawnictwo dwupłytowe)
- Absolutley Free (1967)[2]
- Cruising with Ruben and the Jets (1968)
- We're Only in it for the Money (1968) (album koncepcyjny) (okładka jest parodią Sgt. Peppers Lonely Hearts Club Band Beatlesów)[2]
- Uncle Meat (1969) (wydawnictwo dwupłytowe)[2]
- Kompilacje:
- Mothermania (1969)
- Burnt Weeny Sandwich (1969)[2]
- Weasels Ripped My Flesh (1970)[2]
- The Grand Wazoo (1972)[2] (wydawnictwo dwupłytowe)
- Over-Nite Sensation (1973)[2]
- One Size Fits All (1975)[2]
- Bongo Furry (1975) (z Captainem Beefheatrem)[2]

### Soundtracki
- 200 Motels (1971)[2] (do filmu pod tym samym tytułem) (wydawnictwo dwupłytowe)

### Albumy koncertowe
- Filmore East- June 1971 (1971)[2]
- Just Another Band From L.A. (1972)[2] (na koncercie grupa parodiowała opery rockowe)
- Roxy and Elsewhere (1974) (wydawnictwo dwupłytowe)[2]
- Playground Psychotics (1992, nagrywany 1970–1971) (wydawnictwo dwupłytowe)[2]
- Ahead of Their Find (1993, nagrany 1968) (na albumie znajdziemy również nieopublikowane kompozycje Franka Zappy)[2]
- Carnegie Hall (2011, nagrany w 1971) (wydawnictwo zawiera 4 płyty CD)[4]